# Sammelverfahren
Das Sammelverfahren oder auch Sammelermittlungsverfahren bezeichnet nach deutschem Recht den Vorgang von zentralisierten Ermittlungen (Ermittlungsverfahren (EV)) einer einzigen Behörde, wenn gegen eine einzelne Person oder eine einzelne Institution mehrere Straftaten angezeigt werden.

## Anwendung
Dabei werden mehrere sachlich oder fachlich zusammenhängende Ermittlungsverfahren bei einer Staatsanwaltschaft gebündelt. Solche Verfahren sind angezeigt, wenn beispielsweise Menschen in ganz Deutschland von Betrügereien betroffen sind und daher Strafanzeige erstatteten. Dabei darf eine Staatsanwaltschaft alle bis dahin verstreut betreuten Ermittlungsverfahren bündeln und an sich ziehen. Dies bewirkt eine effektivere Vorgehensweise gegen die Täter  und die genauere Abschätzung der verursachten Schäden.

## Beachte
Sammelermittlungsverfahren sind nicht mit der Sammelklage zu verwechseln.